# Cincinnati Reds (Footballteam)
Die Cincinnati Reds waren ein in Cincinnati, Ohio, beheimatetes American-Football-Team in der National Football League (NFL). Sie wurden 1933 gegründet und mussten bereits 1934, nach acht Spielen in der zweiten Saison, den Spielbetrieb wieder einstellen, da sie die Ligabeiträge nicht bezahlen konnten. Nach ihrer Suspendierung spielten die St. Louis Gunners die letzten drei Spiele der Saison an Stelle der Reds. Ihre Spiele trugen sie im Redland Field vor durchschnittlich 3.000 Zuschauern aus.

## Geschichte
Auf Grund der wirtschaftlichen Verwerfungen der Weltwirtschaftskrise nahmen 1932 nur noch acht Mannschaften an der National Football League teil. Der Präsident Joe Carr versuchte deshalb weitere Franchises zu gewinnen. Neben einer Franchise in Pittsburgh und Philadelphia, erhielt am 28. Juni 1933 auch Cincinnati den Zuschlag für eine NFL-Mannschaft. Die Eigner bestanden aus dem Gerichtsmediziner des Hamilton County M. Scott Kearns, des Investmentbankers William McCoy sowie des Haupt-Eigentümers der Baseball-Mannschaft Cincinnati Reds, Sidney Weil.
Als Head Coach konnte er den schon vorher von mehreren NFL-Teams engagierten Al Jolley gewinnen. Gemeinsam verpflichteten sie die ersten Spieler, welchen sie 100 US-Dollar pro Spiel anboten. Kearns und McCoy besaßen jedoch nicht genug finanzielle Mittel um eine wettbewerbsfähige Mannschaft aufzustellen. Auch das Marketing für die Heimspiele war nur rudimentär.
In der Saison 1933 konnten die Reds in den ersten sechs Spielen nur ein einziges Unentschieden erringen, als sie gegen die ebenfalls neuen Pittsburgh Pirates ein 0:0 erreichten. Sie verloren auch ein Spiel mit 0:3 gegen die Chicago Cardinals, was der einzige Sieg der Cardinals in dieser Saison war. Insgesamt konnten die Reds in den ersten sechs Spielen nur drei Punkte erzielen, was einen Durchschnitt von 0,5 Punkten pro Spiel bedeutete. Nach diesen Spielen wurde Jolley entlassen und durch Mike Palm ersetzt. Dieser verwarf Jolleys Notre Dame Box und setzte Spieler auf anderen Positionen ein. Im siebten Spiel konnte der Halfback Lew Pope einen 48-Yard-Lauf erzielen, mit dem er den ersten Touchdown der Reds erzielte. Nach einem Field Goal und einem Safety konnte man gegen die Cardinals mit 12:9 den ersten Sieg erzielen. In der folgenden Woche spielten die Reds gegen die Portsmouth Spartans, die zudem Zeitpunkt als eines der besten Teams der Liga galten und nur einen halben Punkt hinter dem Western-Division-Führenden Chicago Bears waren. Die Reds konnten zwei Pässe intercepten und drei Fumble erzwingen. Ein Fumble wurde zu einem 2-Yard-Touchdown zurückgetragen, ein weiterer bereitete ein Field Goal vor. Am Ende gewannen die Reds mit 10:7 und nahmen die Spartans so aus dem Titelrennen. Im folgenden Spiel verloren die Reds mit 3:20 gegen die Philadelphia Eagles, ehe sie am letzten Spieltag mit 10:0 die Brooklyn Dodgers schlugen, wobei Gil Lefebvre einen rekordsetzenden 98-Yard-Kickoff-Return-Touchdown erzielte. Mit einer Bilanz von 3 Siegen, sechs Niederlagen und einem Unterschieden belegten die Reds Platz vier in der Western Division, noch vor den Chicago Cardinals, die nur einen Sieg und ein Unentschieden in elf Spielen erzielten. Palm kündigte nach der Saison.
Nachdem ihnen die Saison 1933 fast 20.000 Dollar Verlust bescherte verkauften Kearns und McCoy das Team an eine fünfköpfige Investorengruppe um Myron Greentree.
In der Saison 1934 wurde Algy Clark, ein Spieler aus der Vorsaison, zum Head Coach ernannt, blieb aber auch Spieler. Clark konnte jedoch keine neuen guten Spieler rekrutieren. Die Reds konnten in den ersten sechs Spielen nur zehn Punkte erzielen, ließen aber selbst 141 Punkte zu, weshalb jedes Spiel verloren ging. Ein Touchdown und ein Field Goal waren das einzige, was die inkompetente Offense zustande brachte, weshalb die Teams ab Mitte Oktober mit ihren Reservespielern gegen die Reds antraten und trotzdem die Spiele gewannen. Aufgrund schlechter Zuschauerzahlen wurde das Heimspiel am siebten Spieltag gegen die Detroit Lions in das Stadion des Gegners verlegt, wo die Reds mit 0:38 verloren.
Am 5. November gaben die Eigentümer die Rückgabe der Franchise an die NFL bekannt, da sie die Spielergehälter nicht mehr zahlen konnten. Am folgenden achten Spieltag spielten die Reds in Philadelphia gegen die Eagles. Das Spiel war aufgrund von Regen um zwei Tage verschoben worden, wodurch es an einem Wahltag stattfand, weshalb das Spiel sehr schlecht besucht war. Die Eagles erzielten zehn Touchdowns und 407 Yards, während die Reds nur 89 Yards erreichten. Das Endergebnis von 64:0 stellt noch immer den Rekord für die meisten erzielten Punkte in einem Regular-Season-Shutout-Spiel dar. Die Defense der Reds hatte nun bereits 243 Punkte zugelassen.
Joe Carr trat nun in Verhandlungen mit den St. Louis Gunners. Diese hatten bereits früher Interesse an der Franchise gezeigt und übernahmen mit der Spiellizenz sechs Spieler der Reds und spielten die restlichen Spiele des Reds-Spielplanes. Die Gunners gewannen ihr erstes Spiel gegen die Pittsburgh Pirates mit 6:0, ehe sie die Spiele gegen die Green Bay Packers und Detroit Lions verloren.

## Rekorde
Die Cincinnati Reds halten den Rekord mit den beiden wenigsten erzielten Punkten in einer Saison. 1933 erzielten sie 38 Punkte in zehn Spielen. Dieser zweitschlechteste Wert wurde 1942 von den Detroit Lions eingestellt. In dieser Saison stellten sie mit drei auch den Rekord für die wenigsten Touchdowns in eine Saison auf. Auch konnten die Reds mit 51 die wenigsten First Downs und mit 1.150 Yards den geringsten Raumgewinn erzielen. Die 102 Passversuche und die 25 erfolgreichen Pässe in dieser Saison stellen ebenfalls negative Rekorde dar. In der Folgesaison erzielten die Reds nur 37 Punkte in elf Spielen, der schlechteste Wert. Sie selbst erzielten dabei nur zehn Punkte in acht Spielen, bevor dann die Gunners 27 Punkte in drei Spielen schafften. Diese Rekorde berücksichtigen nur Spielzeiten ab 1932, dem Jahr, seitdem die NFL offizielle Statistiken führt.

## Uniform
Die Cincinnati Reds spielten in der Saison 1933 mit roten Jerseys mit weißen Ziffern und roten Hosen, bei zwei Spielen nutzen sie weiße Jerseys mit roten Ziffern.

## Statistik
| Saison | Siege | Niederlagen | Unentschieden | Punkte erzielt | Punkte zugelassen | Platzierung | Head Coach           |
| ------ | ----- | ----------- | ------------- | -------------- | ----------------- | ----------- | -------------------- |
| 1933   | 3     | 6           | 1             | 38             | 110               | 4. West     | Al Jolley, Mike Palm |
| 1934   | 0     | 8           | 0             | 10             | 243               | 6. West     | Algy West            |
| Summe  | 3     | 14          | 1             | 48             | 353               |             |                      |

## Spieler
In der Geschichte der Reds spielten insgesamt 53 Spieler für das Franchise.
| #      | Name            | Position | Saisons |
| ------ | --------------- | -------- | ------- |
| 39     | Frank Abruzzino | C/G      | 1933    |
| 20     | Gump Ariail     | E        | 1934    |
| 26     | Ed Aspatore     | T        | 1934    |
| 47     | Jim Bausch      | B        | 1933    |
|        | Mil Berner      | C        | 1933    |
| 34     | Tom Blondin     | G        | 1933    |
| 40     | Chuck Braidwood | E        | 1933    |
| 46     | Lloyd Burdick   | T        | 1933    |
| 33     | John Burleson   | G/T      | 1933    |
| 5, 39  | Tom Bushby      | B        | 1934    |
| 27/52  | Les Caywood     | C/       | 1933–34 |
| 1, 45  | Algy Clark      | B        | 1933–34 |
| 3, 42  | Red Corzine     | B        | 1933–34 |
| 48     | Joe Crakes      | E        | 1933    |
|        | Sonny Doell     | T        | 1933    |
| 51     | Leo Draveling   | T        | 1933    |
|        | Chief Elkins    | B        | 1933    |
| 22, 27 | Earl Elser      | T        | 1934    |
| 29     | Tiny Feather    | B        | 1934    |
| 49     | Rosie Grant     | G        | 1933–34 |
| 46     | Homer Hanson    | G        | 1934    |
|        | Hal Hilpert     | E        | 1933    |
|        | Hoster Howell   | T        | 1934    |
| 19     | Russ Lay        | G        | 1934    |
| 10, 41 | Biff Lee        | G        | 1933–34 |
| 30     | Gil LeFebvre    | B        | 1933–34 |
| 6      | Bill Lewis      | B        | 1934    |
| 25     | Ted Maples      | C        | 1934    |
| 15/34  | Jim Mooney      | E        | 1933–34 |
| 13     | Cliff Moore     | B        | 1934    |
| 31     | Don Moses       | FB       | 1933    |
|        | Buster Mott     | B        | 1934    |
| 9, 44  | Lee Mulleneaux  | C        | 1933–34 |
| 24/43  | George Munday   | T        | 1933–34 |
| 53     | Mike Palm       | B        | 1933    |
|        | Bill Parriott   | FB       | 1934    |
| 2, 32  | Lew Pope        | B        | 1933–34 |
| 50     | Dick Powell     | E        | 1932    |
| 14, 38 | John Rogers     | C        | 1933–34 |
|        | Harvey Sark     | G        | 1934    |
| 8      | Pete Saumer     | B        | 1934    |
| 36     | Kermit Schmidt  | E        | 1933    |
| 37     | Bill Senn       | HB       | 1933    |
| 31     | Norris Severson | B        | 1934    |
|        | Benny Sohn      | B        | 1934    |
| 47     | Seaman Squyres  | B        | 1933    |
| 21/50  | Cookie Tackwell | E        | 1933–34 |
| 28     | Otto Vokaty     | FB       | 1934    |
|        | Ossie Wiberg    | FB       | 1933    |
| 37     | Cole Wilging    | E        | 1934    |
|        | Basil Wilkerson | E        | 1934    |
| 35     | Blake Workman   | B        | 1933    |
| 47     | Charlie Zuker   | T        | 1934    |

| Abkürzungen der Spieler-Positionen im American Football | Abkürzungen der Spieler-Positionen im American Football |
| ------------------------------------------------------- | --- |
| Offense                                                 | QB – Quarterback \| RB – Runningback \| FB – Fullback \| TE – Tight End \| E/WR – Wide Receiver \| T – Tackle \| G – Guard \| C – Center |
| Defense                                                 | DT – Defensive Tackle \| DE – Defensive End \| NT – Nose Tackle \| LB – Linebacker \| ILB – Inside Linebacker \| MLB – Middle Linebacker \| OLB – Outside Linebacker \| CB – Cornerback \| NB – Nickelback \| FS – Free Safety \| SS – Strong Safety |
| Special Teams                                           | K – Kicker \| P – Punter \| KS – Kicking Specialist \| KOS – Kickoff Specialist \| LS – Long Snapper \| RS – Return Specialist \| KOR/KR – Kick Returner \| PR – Punt Returner \| PP – Punt Protector                                                |